# Цвет
Цвет (ијек. цвијет) репродуктивни је биљни орган, који представља кратак изданак са ограниченим растом, са листовима специфично измењеним функцијом. Основна функција цвета је репродукција биљке. Цветови су карактеристични само за биљке цветнице. Упоредноморфолошка испитивања су показала да се првобитни цвет може филогенетски извести из спорофилних цвасти папрати. Прашници и карпеле, као делови цвета са најважнијом улогом, су хомологи микроспорофилима и макроспорофилима. Код примитивних скривеносеменица (магнолија) још увек се може наћи издужена цветна оса на којој су спорофили (прашници и карпеле) спирално распоређени, што подсећа на примитивно стање код голосеменица. На прогресивнијем ступњу се јавља скраћивање спорофилне осе, смањује се број спорофила и формира се комплетан цветни омотач (перијант).

## Грађа цвета
На потпуно развијеном цвету разликујемо цветну осу, на чијем се вршном делу налазе скраћене интернодије које носе густо збијене цветне листиће. Терминални део цветне осе који носи цветне листиће назива се цветна ложа (рецептакулум) која може бити равна, испупчена или удубљена, а остали део цветне осе назива се цветна дршка. Када не постоји цветна дршка цвет називамо седећим. Цветни листићи могу бити стерилни и фертилни. Стерилни граде цветни омотач, у њих убрајамо чашичне и круничне листиће. Фертилни су прашници и карпеле.
За цветну ложу (receptaculum) причвршћени су делови цвета:
- чашица (calix),
- круница (corolla),
- прашници (androecium) и
- тучак (тучкови)(gynoecium).

### Цветни омотач
Чашични и крунични листићи заједно чине цветни омотач (перијант). Перијант може бити:
- перигон, код кога су сви делови једнаки (пр. код лале где су чашични листићи исти као крунични) или
- да се круница јасно разликује од чашице.

Постоје и цветови који су без перијанта па се називају голи цветови.
Листићи чашице се не уочавају док цвет у потпуности не процвета. Они штите унутрашње нежне делове цвета. Обично су чврсти, зелени са дебелим слојем воска и кутикуле на површини.
Поред заштитне они могу имати и друге функције као што су:
1. разношење плодова, као нпр. што код маслачка образују велики број длачица помоћу којих плодови лебде у ваздуху и ветар их носи;
2. могу да врше фотосинтезу;
3. код цветова који немају круничне листиће они преузимају њихову улогу (нпр. код кукурека) и тада су јарко обојени.

Код већине биљака крунични листићи су крупнији од чашичних и живо су обојени. Својом бојом и мирисом они примамљују инсекте. Цветови који се опрашују ветром имају неугледну и закржљалу круницу.
Крунични листићи могу бити:
- слободни, па се такав цвет назива хорипеталан,
- срасли међусобно, а цвет је симпеталан.

У зависности од тога колико се равни симетрије може поставити кроз средину цвета, могу се разликовати:
- актиноморфни и
- зигоморфни цветови.

Кроз средиште актиноморфног цвета могуће је поставити безброј равни симетрије, док је зигоморфан само са једном равни симетрије.
Крунични листићи уместо хлорофила, уобичајеног лисног пигмента, садрже неке друге пигменте као што су каротеноиди од којих потиче њихова јарка боја.

### Фертилни цветни листићи
Свака врста биљке има цветове прилично строго одређених особина, као што су величина, облик, боја и распоред листића, што омогућује полинатору да препозна врсту коју треба да опраши. То је веома важно јер ће до оплођења доћи само ако полен једног цвета дође на жиг тучка цвета исте врсте.

#### Прашници
Прашници су делови цвета у којима се образује поленов прах (поленова зрна). Скуп свих прашника једног цвета назива се андрецеум.
Цветови који немају прашнике су једнополни – женски цветови, а они који имају само прашнике су једнополни – мушки цветови.
Прашник се састоји од:
- прашничког конца (filamentum) и
- прашнице (antera).

Прашнички конац на врху носи прашницу. Прашница се састоји од две полуантере (thecae), које су међусобно раздвојене ткивом, спојницом (конектив). Свака тека има по две поленове кесице, у којима се ствара полен.
Поленово зрно настаје прво мејотичким, а затим и митотичким деобама па се као резултат тога ствара поленово зрно које има две ћелије: вегетативну и генеративну. Зид поленовог зрна има два слоја интину (унутрашњи) и егзину (спољашњи). На егзини се налазе различите скулптуре које су специфичне за сваку врсту биљака. Полен се ослобађа пуцањем зида антера, као прах, свако зрно испада посебно.

#### Тучак
Тучак је изграђен од једног или више оплодних листића који су међусобно срасли, тако да у унутрашњости затварају шупљину. У тој шупљини, као у влажној комори, налазе се семени замеци. Функција тучка је да заштити семене заметке од исушивања, што је, између осталог, омогућило скривеносеменицама да живе у сушним пределима. Скуп свих оплодних листића у једном цвету назива се гинецеум (gynoeceum).
Код већине биљака, на тучку се разликују три дела:
- жиг (цвет) (stigma),
- стубић (цвет) (stylus) и
- плодник (ovarium).

Према броју оплодних листића који граде цвет разликују се две основне врсте цветова
- монокарпни и
- поликарпни.

У зависности од положаја плодника према осталим деловима цвета, разликују се:
- натцветни,
- сретцветни и
- потцветни плодник.

#### Цветни дијаграми и цветне формуле
Цветна формула је начин представљања структуре цвета користећи специфична слова, бројеве и симболе, чиме се представља знатна количина информација о цвету у компактној форми. Она може да представља таксон, при чему се обично дају опсези бројева за различите органе, или се може односити на специфичну врсту. Цветне формуле су развијене у раном 19. веку. У данашње време су мање заступљене. Prenner et al. (2010) осмислили су проширење постојећег модела како би проширили описну способност формуле. Формати цветних формула се разликују у различитим деловима света, мада оне преносе исте информације.
Структура цвета се такође може изразити помоћу цветних дијаграма. Коришћење шематских дијаграма може заменити дуготрајне описе или сложене цртеже као алат за разумевање цветне структуре и еволуције. Такви дијаграми могу показати важне особине цветова, укључујући релативне позиције различитих органа, присуство фузије и симетрије, као и структурне детаље.

## Развиће
Цвет се развија на модификованом изданку или оси из одређеног апикалног меристема (одређеног у смислу да расте до задате величине). Он има компримиране интерчланкове, носиве структуре које се у класичној морфологији биљки тумаче као високо модификовани листови. Детаљне студије развића су међутим показале да се прашици обично иницирају мање више као модификовани прашници (кауломе) што у неким случајевиме може чак да подсећа на гранчице. Узимајући у обзир свеукупну разноликост у развоју прашника цветних биљака, може се рећи да постоји континуум између модификованих листова (phyllomes), модификованих стабљика (caulomes) и модификованих гранчица (изданака).

### Цветна транзиција
Прелазак на цветање је једна од главних фаза промене које биљка чини током свог животног циклуса. Прелаз мора да се одвија у времену које је повољно за оплодњу и формирање семена, и тиме за обезбеђивање максималног репродуктивног успеха. Да би се задовољиле ове потребе, биљка је у стању да интерпретира важне ендогене и еколошке знаке као што су промене нивоа биљних хормона и сезонске промене температуре и фотопериода. Многим вишегодишњим и већини двогодишњих биљки неопходна је вернализација да би цветале. Молекуларна интерпретација ових сигнала је преко преноса сложеног сигнала познатог као флориген, чиме су обухваћени различити гени, укључујући констансе, и локусе цветања ц и Т. Флориген се производи у лишћу у репродуктивно повољним условима и делује на пупољцима и растућим младицама тако што индукује низ различитих физиолошких и морфолошких промена.
Први корак транзиције је трансформација вегетационе стабљичне примордије у цветну примордију. Ово се одвија путем биохемијских промена којима се мења ћелијска диференцијација листова, пупољка и матичног ткива у ткиво које ће прерасти у репродуктивне органе. Раст средишњег дела врха стабла се зауставља или се заравњује и стране развијају испупчења завојитог или спиралног облика око спољне стране стабљике. Ова испупчења се развијају у чашене листиће, латице, прашнике и тучак. Када овај процес започне, код већине биљака не може се обрнути, и стабљика развија цветове, чак и ако је почетна тачка настанка цвећа била зависна од неког еколошког знака. Кад једном процес почне, чак и ако се иницијални подстицај уклони, биљка наставља са развојем цвета.

## Двојно оплођење цветница
У оквиру цветница двојно оплођење је карактеристично за скривеносеменице (не и за голосеменице). Семени заметак се развија у плоднику и из њега после оплођења настаје семе. Део плодника за кога је причвршћен (један или више) семени заметак назива се плацента. Састоји се од нуцелуса (унутрашњи део) и један или два омотача (интегументи) који га обавијају. Интегументи не затварају потпуно нуцелус, већ на врху остаје отвор – микропила. У нуцелусу се образује ембрионова кесица. Из нуцелуса се издвоји једна ћелија, која се дели мејозом дајући хаплоидне ћелије. Једро једне од тих ћелија се даље три пута митотички дели чиме настане 8 једара. Једра се групишу тако да се на крајевима налазе по три, а у средини су два једра. Око једара се образују ћелијски зидови тако да настане 7 ћелија (једна, она у центру, је са два једра). Три ћелије на једном крају ембрионове кесице су антиподе, три на другом граде јајни апарат (јајна ћелија и две синергиде), а у средини је ћелија са два једра названа централна (секундарна) ћелија ембрионове кесице.
Поленова зрна на различите начине доспевају на жиг тучка и то представља опрашивање. Ту прво упијају воду, а затим луче протеине који служе за препознавање врсте (ти протеини изазивају алергијске реакције код људи — поленска кијавица). Уколико се полен нађе на цвету друге врсте, он не клија.
Вегетативна ћелија поленовог зрна затим клија у поленову цев која продире кроз стубић тучка ка плоднику. За то време се генеративна ћелија подели на две сперматичне ћелије. Поленова цев пролази кроз микропилу семеног заметка и сперматичне ћелије се ослобађају у ембрионовој кесици. Једна сперматична ћелија се споји са јајном ћелијом дајући зигот, а друга са централном ћелијом. Тако, настају диплоидан зигот (2n) и триплоидна ћелија (3n), која је последица спајања централне ћелије (2n) и сперматичне ћелије (n). Деобом те триплоидне ћелије настаје ендосперм, хранљиво ткиво за исхрану клице (ембриона).

## Еволуција
Копнене биљке су постајале пре око 425 милиона година, и у почетку су се репродуковале једноставном адаптацијом начина на који то чине њихови водени еквиваленти: спорама. У мору, биљке, и неке животиње, могу једноставно да распрше своје генетичке клонове, који отплутају и расту на другим местима. То је начин на који су се ране биљке репродуковале. Биљке су временом еволуирале методе за заштиту тих копија тако да су отпорне на исушивање, или друга оштећења с којима је било вероватније да се суоче на копну него у мору. Тако је настало семе, мада биљке још увек нису биле еволуирале цветове. Примери раних биљки које су формирале семе су гинко и четинари.
Неколико група изумрлих голосеменица, посебно семенских папрати, предложено је да су преци цветних биљки, мада не постоје континуирани фосилни докази који би тачно показали како су светови еволуирали. Очигледна нагла појава релативно модерних цветова у фосилном запису представљала је такав проблем теорији еволуције да је то Чарлс Дарвин назвао „гнусном мистеријом”. Недавно откривени скривеносеменични фосили као што је Archaefructus, заједно са даљим открићима фосилних голосеменица, сугеришу могући начин стицања карактеристика скривеносеменица серијом корака. Рани фосил цветне биљке, Archaefructus liaoningensis из Кине је датиран на пре око 125 милиона година. Још старији фосил из Кине је 125–130 милиона година стара Archaefructus sinensis. За једну другу биљку (130 милиона година стару Montsechia vidalii, откривену у Шпанији) утврђено је да је према садашњим сазнањима још старија од Archaefructus sinensis.
Недавна ДНК анализа (молекуларна систематика) показала је да је , нађена на пацифичком острву Нова Каледонија једина врста у сестринској групи остатка цветних биљки, и морфолошке студије сугеришу да она има својства која су вероватно била карактеристична за најраније цветајуће биљке.
Мада чврста евиденција за постојање цветова иде уназад само око 140 милиона година, постоје индиректни докази да су цветови постојали и пре 250 милиона година. Хемикалија коју користе биљке за одбрану својих цветова, олеанан, детектована је у фосилима биљки те старости, укључујући гигантоптериде, који су еволуирали у то време и имају многа својства модерних, цветајућих биљки, мада за њих није познато да су цветајуће биљке, јер су само њихове стабљике и трнови су пронађени у детаљно сачуваном облику; што је један од најранијих примера петрификације.
Сличност структуре листа и стабљике може да буде веома важна, јер су цветови генетички гледано само једна адаптација нормалних биљних компоненти листа и стабљике, комбинације гена нормално одговорних за формирање нових изданака. Сматра се да су најпримитивнији цветови имали променљиви број цветних делова, често међусобно одвојених (мада у контакту). Цветови су имали тенденцију да расту у спиралном патерну, да буду бисексуални (код биљки, то значи да су мушки и женски органи на истом цвету), и да буду доминисани оваријумом (женским органом). Како су цветови постајали савршенији, неке варијације су развиле делове који су спојени заједно, са знатно специфичнијим бројем и дизајном, и са било специфичним половима по цвету или биљци, или бар „инфериорним оваријумима”.

## Цвет као украс
Цвеће се данас користи дословно на сваком месту где се жели постићи лепша атмосфера, у кући, дворишту, башти, услужним објектима, пословним просторима и свугде где човек борави и жели уживати у лепом призору којег цвеће даје. Одређене врсте цвећа, међутим, захтевају нарочиту пажњу при одржавању јер постоји опасност да се због неодговарајућих услова цвеће сасуши и угине.
Потребне су разне вештине при уређивању цвећа да би оно изгледало најлепше могуће. То укључује одабир цвећа које се слаже једно са другим (на основу основних правила дизајна и сопственог укуса и инстинкта), вештину сечења и слагања цвећа, уколико га формирамо у букете, тако да остане свеже што је дуже могуће, итд.
Мода игра велику улогу у овој уметности — оно што се некад сматра лепим, може да се промени врло брзо.